# مختصر البيطرة

صفحة من مخطوط محتصر البيطرة

مختصر البيطرة هو كتاب تراثي عربي في الطب البيطري كتبه الطبيب البيطري المسلم أحمد بن الأحنف وهو من أول الكتب في الطب البيطري، التي تحتوي على تصاوير و رسومات وذلك في السنين الأولى من القرن 7هـ/13م (605 هـ/حوالي 1209م)، يستند الكتاب جزئيا على مصادر إغريقية متأخرة إلا أن صاحبه أتى بعدد من الملاحظات المبتكرة.

## الرسومات والمنمنمات
مختصر البيطرة من أهم الكتب والمخطوطات العلمية المصورة والتي تحوي منمنمات ذات غرضين اجتماعي وتعليمي، لم يقم أحمد بن الأحنف برسم أي من المنمنمات لكن قام مختصر مجهول بإضافة ثلاث صور للفرس وربما قام ناسخ المخطوط علي بن الحسن بن هبة الله بتصوير باقي رسوم هذا المخطوط، ومنها ثلاث نقلها عن المُختصِر.